# 4chan
4chan je spletna stran, ki jo je ustanovil Američan Christopher Poole, bolje znan pod vzdevkom moot 1. oktobra 2003.
Za sodelovanje na strani registracija ni potrebna, vsi uporabniki pa so anonimni.
Stran je razdeljena na razne kategorije (t.i. boarde), ki so namenjene diskusijam o raznih temah. V začetku je bil namen strani predvsem diskusija o animiranih japonskih nadaljevankah in stripih, sčasoma pa je postal najbolj popularen del strani /b/, v katerem je dovoljeno praktično vse. Bolj znane sekcije so tudi /pol/, namenjen političnim diskusijam, /fit/, ki govori o fitnesu in zdravem življenju in razni boardi, namenjeni predvsem pornografiji.